# 脱学校論
脱学校論（だつがっこうろん、英語: deschooling）は、イヴァン・イリイチによる造語で、学校という制度の「教えられ、学ばされる」という関係から、「自ら学ぶ」という行為、すなわち学習者が内発的に動機づけられて独学する行動を取り戻すために、学校という制度的な教育機関を超越することである。つまり、教えてもらう制度、機構である学校から離れて、自分の学び、自分育てとしての学びすなわち独学を取り戻すことである。

## 概要
『脱学校の社会』の中で提唱した概念である。なお、イリイチ以外にイアン・リスター、パウロ・フレイレらが論者としてあげられる。
山本哲士はdeschoolingを「非学校」と訳すことを提唱している（『学校の幻想 教育の幻想』）。この言葉は、もともとはフリースクールを巡る会議の席上で、イリイチが発言しようとして口ごもって口にした言葉が、その場の人たちの興味を惹いて、それが切っ掛けで誕生し、1980年代初頭にはかなり話題になったものである。
もっとも、イリイチ自身は「脱学校（非学校）」を提唱するために『脱学校の社会』を書いたのではなく、あくまで産業社会の進展に基づく「制度化」を批判するために本書を上梓したのである。